# 羊尖镇
羊尖镇，是中华人民共和国江苏省无锡市锡山区下辖的一个乡镇级行政单位。

## 行政区划
羊尖镇下辖以下地区：
羊尖社区、羊尖村、南村、宛山村、廊下村、南丰村、严家桥村、丽安村和龙凤巷村。

## 中国传统村落
2013年8月，严家桥村获批第二批中国传统村落。